# Campeón de Campeones Liga MX Femenil
El Campeón de Campeones Femenil es un torneo de fútbol que se disputa entre clubes mexicanos de la Primera División Femenil de México que se empezó en 2021. En este trofeo se enfrentan los dos equipos campeones de los torneos cortos del ciclo futbolístico anual en la Liga MX Femenil. (Apertura y Clausura).
La primera edición de este trofeo, 2020-21, no tuvo un partido que celebrar debido a que el club de Tigres UANL se consagró campeón tanto del Torneo Guard1anes 2020 como del Torneo Clausura 2021, por lo que el Campeón de Campeones se le otorgó de manera automática. La edición que jugaba el trofeo de la temporada 2021-22, al haber tenido campeones diferentes fue la primera en ser disputada en la cancha por este título, con el equipo de Guadalajara venciendo a Monterrey en la tanda de penales.
Este trofeo inicialmente se realizaba a una serie con partidos a ida y vuelta. Sin embargo, para la edición 2024-25 de este trofeo se decidió que se cambiaba el formato para pasar a ser a partido único en una cancha neutral en los Estados Unidos, siendo esta el Toyota Field, en San Antonio, Texas.
El equipo con más títulos conseguidos de este trofeo es Tigres UANL, con tres trofeos de Campeón de Campeones Femenil ganados.

## Historial
| Temporada                                | Campeón                                  | Resultado                                | Subcampeón                               | Notas |
| Campeonatos Campeón de Campeones Femenil | Campeonatos Campeón de Campeones Femenil | Campeonatos Campeón de Campeones Femenil | Campeonatos Campeón de Campeones Femenil | Campeonatos Campeón de Campeones Femenil                                                                                    |
| ---------------------------------------- | ---------------------------------------- | ---------------------------------------- | ---------------------------------------- | --- |
| 2020-21                                  | (A)(C) Tigres UANL                       | N/A                                      | N/A                                      | Tigres ganó el Apertura 2020 y el Clausura 2021, por lo que no se jugó el Campeón de Campeones y se le asignó directamente. |
| 2021-22                                  | (C) Guadalajara                          | 1–1 / 0–0 (3–0 pen.)                     | (A) Monterrey                            | |
| 2022-23                                  | (A) Tigres UANL                          | 2–0 / 1–0                                | (C) América                              | |
| 2023-24                                  | (A) Tigres UANL                          | 0–0 / 3–2                                | (C) Monterrey                            | |
| 2024-25                                  | (C) Pachuca                              | 1–0                                      | (A) Monterrey                            | Primera edición disputada a partido único y en cancha neutral en los Estados Unidos.                                        |

## Palmarés
| Club        | Títulos | Subtítulos | Años de los campeonatos   | Años de los subcampeonatos |
| ----------- | ------- | ---------- | ------------------------- | -------------------------- |
| Tigres UANL | 3       | –          | 2020-21, 2022-23, 2023-24 | –                          |
| Guadalajara | 1       | –          | 2021-22                   | –                          |
| Pachuca     | 1       | –          | 2024-25                   | –                          |
| Monterrey   | –       | 3          | –                         | 2021-22, 2023-24, 2024-25  |
| América     | –       | 1          | –                         | 2022-23                    |